# Râul Vârtejul
Râul Vârtejul este un curs de apă, afluent al râului Cotmeana.

## Bazin hidrografic
Râul Vârtejul face parte din bazinul râului Vedea.

## Hărți
- Harta Județul Argeș